# Sotteville
Sotteville es una comuna francesa situada en el departamento de La Mancha, en la región de Normandía.

## Demografía
| 279 | 265 | 219 | 279 | 312 | 347 | 477 |
| Para los censos de 1962 a 1999 la población legal corresponde a la población sin duplicidades (Fuente: INSEE [Consultar]) |     |     |     |     |     |     |